# Ludden
La ville américaine de Ludden est située dans le comté de Dickey, dans l’État du Dakota du Nord. Lors du recensement de 2010, sa population s’élevait à 23 habitants.

## Histoire
Ludden a été fondée en 1886.

## Démographie
| 1910 | 1920 | 1930 | 1940 | 1950 | 1960 |
| ---- | ---- | ---- | ---- | ---- | ---- |
| 109  | 132  | 164  | 150  | 96   | 59   |

| 1970 | 1980 | 1990 | 2000 | 2010 | - |
| ---- | ---- | ---- | ---- | ---- | - |
| 44   | 47   | 41   | 29   | 23   | - |

## Source
- (en) Cet article est partiellement ou en totalité issu de l’article de Wikipédia en anglais intitulé « Ludden, North Dakota » (voir la liste des auteurs).